# Víctor García León
Víctor García León (Madrid, 1976) es un guionista y director de cine español, hijo del director de cine José Luis García Sánchez y de la cantante Rosa León. 

## Carrera
De pequeño, hizo un pequeño papel como actor en Cómo ser mujer y no morir en el intento (1991), y su debut como director y guionista se produjo en 2001 con Más pena que gloria, con el que fue nominado al Goya al mejor director novel y obtuvo el Biznaga de Plata en el Festival de Málaga. En 2004, participó en su primer largometraje colectivo ¡Hay motivo! con el segmento Las barranquillas.
En 2006 dirigió su segundo largometraje Vete de mí, con guion coescrito con Jonás Trueba (hijo de Fernando Trueba) y con el que obtuvo los premios Goya al mejor actor y al mejor actor secundario, el Fotogramas de Plata al mejor actor de cine y la Concha de Plata del Festival Internacional de Cine de San Sebastián 2006. En 2007 dirigió la obra de teatro de Juan Diego Botto La última noche de la peste.
Dejó durante unos años el cine y dirigió algunos episodios de les series Hispania, la leyenda (2012) y Familia (2013). En 2017 dirigió su tercer largometraje, el falso documental Selfie, con el que ganó uno de los Premios Turia, la Biznaga de Plata en el Festival de Málaga y el de mejor actor en el Festival de Cine de España de Toulouse. 
En 2019 comenzó a trabajar en la adaptación de la novela de Rafael Azcona Los europeos, que contó con Juan Diego Botto, Stéphane Caillard y Raúl Arévalo como protagonistas y fue estrenada en 2020 bajo el mismo nombre.

## Filmografía
- Más pena que gloria (2001)
- El elefante del rey (corto, 2003)
- Vete de mí (2006)
- Selfie (2017)
- Los Europeos (2020)
- La niña de la comunión (2022)